# Remlingen-Semmenstedt
Remlingen-Semmenstedt – miejscowość i gmina w Niemczech, w kraju związkowym Dolna Saksonia, w powiecie Wolfenbüttel, wchodzi w skład gminy zbiorowej Elm-Asse. Powstała 1 listopada 2016 z połączenia gminy Remlingen oraz Semmenstedt.